# Trường Đại học Nội vụ Hà Nội
Trường Đại học Nội vụ Hà Nội (tiếng Anh: Hanoi University of Home Affairs - HUHA) là đơn vị sự nghiệp công lập được thành lập vào năm 1971 trực thuộc Bộ Nội vụ. Được đổi tên thành Trường Đại học Nội vụ Hà Nội vào ngày 14 tháng 11 năm 2011 trên cơ sở nâng cấp từ Trường Cao đẳng Nội vụ Hà Nội.
Ngày 15 tháng 09 năm 2022, Chính phủ ban hành Nghị định số 63/2022/NĐ-CP quy định chức năng, nhiệm vụ, quyền hạn và cơ cấu tổ chức của Bộ Nội vụ. Trong đó, quy định Trường Đại học Nội vụ Hà Nội được sáp nhập vào Học viện Hành chính Quốc gia.

## Tên gọi qua các thời kỳ
- Lịch sử tên gọi của Trường Đại học Nội vụ Hà Nội qua từng thời kỳ:
+ Trường Trung học Văn thư Lưu trữ Trung ương (1971 - 1996)
+ Trường Trung cấp Lưu trữ và Nghiệp vụ Văn phòng (1996 - 2005)
+ Trường Cao đẳng Văn thư Lưu trữ Trung ương (2005 - 2008)
+ Trường Cao đẳng Nội vụ Hà Nội (2008 - 2011)
+ Trường Đại học Nội vụ Hà Nội (2011 - 2022)
Kể từ năm 2023, chính thức sáp nhập Trường Đại học Nội vụ Hà Nội vào Học viện Hành chính Quốc gia.

## Lịch sử hình thành
Trường Đại học Nội vụ Hà Nội (tiền thân là: Trường Trung học Văn thư Lưu trữ Trung ương) là trường đại học hệ công lập được thành lập năm 1971 trực thuộc Bộ Nội vụ nhưng đến ngày 14 tháng 11 năm 2011 trường mới được đổi tên như ngày nay. Trước đây, trường có tên gọi là Trường Cao đẳng Văn thư Lưu trữ Trung ương. Tiền thân là Trường Trung học văn thư Lưu trữ Trung ương, được thành lập năm 1971 theo Quyết định số 109/BT ngày 18/12/1971 của Bộ trưởng Phủ Thủ tướng. Năm 1996, Trường được đổi tên thành Trường Trung cấp Lưu trữ và Nghiệp vụ Văn phòng. Theo quyết định số 3225/QĐ-BGD&ĐT-TCCT ngày 15 tháng 6 năm 2005 của Bộ trưởng Bộ Giáo dục và Đào tạo được đổi tên trường Trường Cao đẳng Văn thư Lưu trữ Trung ương. Ngày 21/4/2008. Thứ trưởng Thường trực Bộ Giáo dục và Đào tạo đã ký Quyết định số 2275/QĐ-BGDĐT đổi tên Trường Cao đẳng Văn thư Lưu trữ Trung ương thành Trường Cao đẳng Nội vụ Hà Nội đến năm 2011 đổi tên là Trường Đại học Nội vụ Hà Nội. Trường Đại học Nội vụ Hà Nội trước đây trực thuộc Cục Văn thư và Lưu trữ Nhà nước nhưng từ năm 2005 đến nay trực thuộc Bộ Nội vụ, địa chỉ trụ sở chính của nhà trường là số 36, 38 đường Xuân La, phường Xuân La, quận Tây Hồ, thành phố Hà Nội, nước Việt Nam và số 371 đường Nguyễn Hoàng Tôn, phường Xuân Tảo, quận Bắc Từ Liêm, thủ đô Hà Nội, nước Việt Nam. Trường đào tạo các ngành như: Quản trị Nguồn nhân lực, Quản trị Văn phòng, Quản lý Nhà Nước, Chính trị học, Xây dựng Đảng & Chính quyền Nhà Nước, Luật, Lưu trữ học, Quản lý Văn hoá, Hệ thống Thông tin, Thông tin - Thư viện, Ngôn ngữ Anh, Văn hóa học, Kinh tế học, v.v... .Trải qua 45 năm hình thành và phát triển, trường Đại học Nội vụ Hà Nội vẫn duy trì và phát huy truyền thống giảng dạy, đào tạo các ngành nghề trước đây. Đồng thời, trường còn mở thêm một số ngành nghề, lĩnh vực cùng hình thức đào tạo đa dạng. Cơ cấu tổ chức của trường gồm 4 đơn vị trực thuộc (bao gồm 2 Phân hiệu tại tỉnh Quảng Nam và thành phố Hồ Chí Minh); 8 phòng chức năng, 8 khoa, 3 trung tâm.
Từ ngày 15 tháng 09 năm 2022, Chính phủ ban hành Nghị định số 63/2022 quy định chức năng, nhiệm vụ, quyền hạn và cơ cấu tổ chức của Bộ Nội vụ quyết định trường Đại học Nội vụ Hà Nội sáp nhập vào Học viện Hành chính Quốc gia. Ngày 19 tháng 12 năm 2022, Thủ tướng Chính phủ Việt Nam ban hành Quyết định số 27/2022/QĐ-TTg quy định chức năng, nhiệm vụ quyền hạn và cơ cấu tổ chức của Học viện Hành chính Quốc gia trực thuộc Bộ Nội vụ quyết định sáp nhập Trường Đại học Nội vụ Hà Nội vào Học viện Hành chính Quốc gia.

## Trụ sở
- Miền Bắc (trụ sở chính cơ sở I): HUHA 1
Trường Đại học Nội vụ Hà Nội:
- Số 36 và 38 đường Xuân La, phường Xuân La, quận Tây Hồ, thủ đô Hà Nội, nước Việt Nam.
- Số 371 đường Nguyễn Hoàng Tôn, phường Xuân Tảo, quận Bắc Từ Liêm, thủ đô Hà Nội, nước Việt Nam.

- Miền Trung (phân hiệu cơ sở II): HUHA 2
Trường Đại học Nội vụ Hà Nội phân hiệu tại tỉnh Quảng Nam:
- Số 749 đường Trần Hưng Đạo, phường Điện Ngọc, thị xã Điện Bàn, tỉnh Quảng Nam, nước Việt Nam.
- Số 02 đường Nguyễn Lộ Trạch, phường Hoà Cường Nam, quận Hải Châu, thành phố Đà Nẵng, nước Việt Nam.

- Miền Nam (phân hiệu cơ sở III): HUHA 3
Trường Đại học Nội vụ Hà Nội phân hiệu tại thành phố Hồ Chí Minh:
- Số 181 đường Lê Đức Thọ, phường 17, quận Gò Vấp, thành phố Hồ Chí Minh, nước Việt Nam.
- Số 89 đường Nguyễn Văn Thủ, phường Đa Kao, quận 1, thành phố Hồ Chí Minh, nước Việt Nam.

## Lãnh đạo hiện nay
Đây cũng là thế hệ lãnh đạo cuối cùng của nhà trường (trước khi sáp nhập với Học viện Hành chính Quốc gia)
- PGS. TS. Nguyễn Bá Chiến – Bí thư Đảng ủy, Hiệu trưởng Nhà trường;
- PGS.TS. Nguyễn Quốc Sửu – Phó Hiệu trưởng Nhà trường;
- TS. Lê Thanh Huyền – Phó Hiệu trưởng Nhà trường;
- PGS.TS. Trần Đình Thảo – Chủ tịch Hội đồng trường.

## Danh dự
- Huân chương Độc lập của nước CHXHCN Việt Nam.
- Huân chương Lao động của nước CHXHCN Việt Nam.
- Huân chương Hữu nghị của nước CHDCND Lào.
- Huân chương Lao động của nước CHDCND Lào.
- Huân chương Tự do của nước CHDCND Lào.
- Bằng khen của Chính phủ.
- Bằng khen của Bộ Nội vụ.
- Bằng khen của Bộ Giáo dục và Đào tạo.
- Bằng khen của Bộ Công an.
- Kỷ niệm chương Hùng Vương của Chủ tịch UBND tỉnh Vĩnh Phú.
- Nhiều Bằng khen, giấy khen của Thành phố Hà Nội, Trung ương Đoàn thanh niên, Liên đoàn Lao động.
- Đảng bộ của nhà trường đạt danh hiệu trong sạch, vững mạnh.
- Công đoàn, Đoàn thanh niên vững mạnh toàn diện nhiều năm liền.